# Кирпичный Завод (Вологодская область)
Кирпичный Завод — посёлок в Грязовецком районе Вологодской области.
Входит в состав Вохтожского муниципального образования (до 7 марта 2013 года входил в Каменское муниципальное образование), с точки зрения административно-территориального деления — в Каменский сельсовет.
Расстояние по автодороге до районного центра Грязовца — 104 км. Ближайшие населённые пункты — Вострогский, Каменка, Подкаменка.
По переписи 2002 года население — 18 человек.